# FC Medlánky
FC Medlánky (celým názvem: Football Club Medlánky) je český fotbalový klub, který sídlí v brněnských Medlánkách v Jihomoravském kraji. Založen byl roku 1929. Klubovými barvami jsou červená a bílá. Od sezony 2008/09 nastupuje v I. B třídě Jihomoravského kraje – sk. A (7. nejvyšší soutěž).
Mužstvo v minulosti vedl mj. olympijský vítěz Rostislav Václavíček. Trénoval zde také Ervin Šima.
Klub působí v areálu v Hudcově ulici v Medlánkách. V roce 2015 získalo medlánecké fotbalové hřiště povrch s umělou trávou, která nahradila škváru.

## Historické názvy
Zdroj: 
- 1929 – SK Medlánky (Sportovní klub Medlánky)
- 1949 – JTO Sokol Medlánky (Jednotná tělovýchovná organisace Sokol Medlánky)
- 1953 – DSO Jiskra Medlánky (Dobrovolná sportovní organisace Jiskra Medlánky)
- 1956 – TJ Jiskra Medlánky (Tělovýchovná jednota Jiskra Medlánky)
- 1991 – TJ Transelba Medlánky (Tělovýchovná jednota Transelba Medlánky)
- 1993 – FC Medlánky (Football Club Medlánky)

## Umístění v jednotlivých sezonách
Stručný přehled
Zdroj: 
- 1945–1947: II. třída BZMŽF – sk. ?
- 1972–1977: I. A třída Jihomoravského kraje – sk. A
- 1981–1983: I. A třída Jihomoravského kraje – sk. A
- 1983–1986: Jihomoravská krajská soutěž I. třídy – sk. C
- 1986–1987: I. A třída Jihomoravského kraje – sk. A
- 1987–1988: Jihomoravský krajský přebor
- 1991–1995: Jihomoravský župní přebor
- 1995–1997: I. A třída Jihomoravské župy – sk. B
- 1997–1999: I. A třída Jihomoravské župy – sk. A
- 1999–2000: I. B třída Jihomoravské župy – sk. C
- 2000–2002: I. B třída Jihomoravské župy – sk. A
- 2002–2006: I. B třída Jihomoravského kraje – sk. A
- 2006–2007: I. B třída Jihomoravského kraje – sk. B
- 2007–2008: I. A třída Jihomoravského kraje – sk. A
- 2008–2016: I. B třída Jihomoravského kraje – sk. A
- 2016–2017: I. B třída Jihomoravského kraje – sk. B
- 2017– : I. B třída Jihomoravského kraje – sk. A

Jednotlivé ročníky
Zdroj: 
Legenda: Z – zápasy, V – výhry, R – remízy, P – porážky, VG – vstřelené góly, OG – obdržené góly, +/− – rozdíl skóre, B – body, červené podbarvení – sestup, zelené podbarvení – postup, fialové podbarvení – reorganizace, změna skupiny či soutěže
| Československo (1945 – 1993) |                                              |        |    |     |     |     |     |     |     |    |        |
| Sezóny                       | Liga                                         | Úroveň | Z  | V   | R   | P   | VG  | OG  | +/− | B  | Pozice |
| 1945/46                      | II. třída BZMŽF – sk. ?                      | 5      | 22 | ... | ... | ... | ... | ... | ... |    |        |
| 1946/47                      | II. třída BZMŽF – sk. ?                      | 5      | 20 | 8   | 2   | 10  | 52  | 78  | −26 | 18 | 8.     |
| ...                          |                                              |        |    |     |     |     |     |     |     |    |        |
| 1972/73                      | I. A třída Jihomoravského kraje – sk. A      | 6      | 26 | 10  | 7   | 9   | 41  | 42  | −1  | 27 | 8.     |
| 1973/74                      | I. A třída Jihomoravského kraje – sk. A      | 6      | 26 | 10  | 6   | 10  | 35  | 39  | −4  | 26 | 9.     |
| 1974/75                      | I. A třída Jihomoravského kraje – sk. A      | 6      | 26 | 8   | 4   | 14  | 38  | 45  | −7  | 22 | 11.    |
| 1975/76                      | I. A třída Jihomoravského kraje – sk. A      | 6      | 26 | 9   | 6   | 11  | 34  | 46  | −12 | 24 | 10.    |
| 1976/77                      | I. A třída Jihomoravského kraje – sk. A      | 6      | 26 | 9   | 8   | 9   | 37  | 33  | +4  | 26 | 9.     |
| ...                          |                                              |        |    |     |     |     |     |     |     |    |        |
| 1981/82                      | I. A třída Jihomoravského kraje – sk. A      | 6      | 30 | 9   | 8   | 13  | 39  | 52  | −13 | 26 | 13.    |
| 1982/83                      | I. A třída Jihomoravského kraje – sk. A      | 6      | 30 | 4   | 5   | 21  | 21  | 65  | −44 | 13 | 16.    |
| 1983/84                      | Jihomoravská krajská soutěž I. třídy – sk. C | 6      | 26 | ... | ... | ... | ... | ... | ... |    |        |
| 1984/85                      | Jihomoravská krajská soutěž I. třídy – sk. C | 6      | 30 | 15  | 10  | 5   | 62  | 40  | +22 | 40 | 3.     |
| 1985/86                      | Jihomoravská krajská soutěž I. třídy – sk. C | 6      | 26 | ... | ... | ... | ... | ... | ... |    |        |
| 1986/87                      | I. A třída Jihomoravského kraje – sk. A      | 6      | 26 | ... | ... | ... | ... | ... | ... |    | 1.     |
| 1987/88                      | Jihomoravský krajský přebor                  | 5      | 26 | 7   | 4   | 15  | 36  | 63  | −27 | 25 | 14.    |
| ...                          |                                              |        |    |     |     |     |     |     |     |    |        |
| 1991/92                      | Jihomoravský župní přebor                    | 5      | 26 | 11  | 7   | 8   | 49  | 40  | +9  | 29 | 5.     |
| 1992/93                      | Jihomoravský župní přebor                    | 5      | 26 | 6   | 10  | 10  | 37  | 46  | −9  | 22 | 11.    |
| Česko (1993 – )              |                                              |        |    |     |     |     |     |     |     |    |        |
| Sezóna                       | Liga                                         | Úroveň | Z  | V   | R   | P   | VG  | OG  | +/− | B  | Pozice |
| 1993/94                      | Jihomoravský župní přebor                    | 5      | 30 | 10  | 5   | 15  | 31  | 39  | −8  | 25 | 11.    |
| 1994/95                      | Jihomoravský župní přebor                    | 5      | 30 | 7   | 7   | 16  | 30  | 58  | −28 | 28 | 15.    |
| 1995/96                      | I. A třída Jihomoravské župy – sk. B         | 6      | 26 | 17  | 7   | 2   | 44  | 15  | +29 | 58 | 2.     |
| 1996/97                      | I. A třída Jihomoravské župy – sk. B         | 6      | 26 | 12  | 8   | 6   | 50  | 27  | +23 | 44 | 3.     |
| 1997/98                      | I. A třída Jihomoravské župy – sk. A         | 6      | 26 | 9   | 6   | 11  | 31  | 37  | −6  | 33 | 10.    |
| 1998/99                      | I. A třída Jihomoravské župy – sk. A         | 6      | 26 | 5   | 5   | 16  | 27  | 45  | −18 | 20 | 13.    |
| 1999/00                      | I. B třída Jihomoravské župy – sk. C         | 7      | 26 | 13  | 5   | 8   | 61  | 48  | +13 | 44 | 3.     |
| 2000/01                      | I. B třída Jihomoravské župy – sk. A         | 7      | 26 | 10  | 6   | 10  | 37  | 45  | −8  | 36 | 6.     |
| 2001/02                      | I. B třída Jihomoravské župy – sk. A         | 7      | 26 | ... | ... | ... | ... | ... | ... |    |        |
| 2002/03                      | I. B třída Jihomoravského kraje – sk. A      | 7      | 26 | 14  | 7   | 5   | 50  | 27  | +23 | 49 | 2.     |
| 2003/04                      | I. B třída Jihomoravského kraje – sk. A      | 7      | 26 | 18  | 4   | 4   | 56  | 21  | +35 | 58 | 2.     |
| 2004/05                      | I. B třída Jihomoravského kraje – sk. A      | 7      | 26 | 14  | 3   | 9   | 52  | 37  | +15 | 45 | 4.     |
| 2005/06                      | I. B třída Jihomoravského kraje – sk. A      | 7      | 26 | 17  | 4   | 5   | 57  | 26  | +31 | 55 | 2.     |
| 2006/07                      | I. B třída Jihomoravského kraje – sk. B      | 7      | 26 | 18  | 5   | 3   | 72  | 28  | +44 | 59 | 1.     |
| 2007/08                      | I. A třída Jihomoravského kraje – sk. A      | 6      | 24 | 4   | 3   | 17  | 34  | 62  | −28 | 15 | 13.    |
| 2008/09                      | I. B třída Jihomoravského kraje – sk. A      | 7      | 26 | 12  | 3   | 11  | 50  | 48  | +2  | 39 | 8.     |
| 2009/10                      | I. B třída Jihomoravského kraje – sk. A      | 7      | 26 | 9   | 5   | 12  | 44  | 45  | −1  | 32 | 11.    |
| 2010/11                      | I. B třída Jihomoravského kraje – sk. A      | 7      | 26 | 11  | 3   | 12  | 43  | 36  | +7  | 36 | 7.     |
| 2011/12                      | I. B třída Jihomoravského kraje – sk. A      | 7      | 26 | 10  | 9   | 7   | 43  | 33  | +10 | 39 | 4.     |
| 2012/13                      | I. B třída Jihomoravského kraje – sk. A      | 7      | 26 | 10  | 7   | 9   | 47  | 54  | −7  | 37 | 9.     |
| 2013/14                      | I. B třída Jihomoravského kraje – sk. A      | 7      | 26 | 9   | 2   | 15  | 30  | 47  | −17 | 29 | 11.    |
| 2014/15                      | I. B třída Jihomoravského kraje – sk. A      | 7      | 26 | 7   | 8   | 11  | 45  | 43  | +2  | 29 | 9.     |
| 2015/16                      | I. B třída Jihomoravského kraje – sk. A      | 7      | 26 | 13  | 9   | 4   | 59  | 39  | +20 | 48 | 3.     |
| 2016/17                      | I. B třída Jihomoravského kraje – sk. B      | 7      | 24 | 10  | 6   | 8   | 54  | 38  | +16 | 36 | 6.     |
| 2017/18                      | I. B třída Jihomoravského kraje – sk. A      | 7      | 26 | 9   | 8   | 9   | 44  | 42  | +2  | 35 | 8.     |
| 2018/19                      | I. B třída Jihomoravského kraje – sk. A      | 7      | 26 | 10  | 4   | 12  | 58  | 55  | +3  | 34 | 8.     |
| 2019/20                      | I. B třída Jihomoravského kraje – sk. A      | 7      | -  | -   | -   | -   | -   | -   | -   | -  | -      |
| 2020/21                      | I. B třída Jihomoravského kraje – sk. A      | 7      | -  | -   | -   | -   | -   | -   | -   | -  | -      |
| 2021/22                      | I. B třída Jihomoravského kraje – sk. A      | 7      | 26 | 12  | 4   | 10  | 51  | 53  | -2  | 40 | 6.     |
| 2022/23                      | I. B třída Jihomoravského kraje – sk. A      | 7      | 26 | 11  | 5   | 10  | 51  | 46  | +5  | 38 | 6.     |
| 2023/24                      | I. B třída Jihomoravského kraje – sk. A      | 7      |    |     |     |     |     |     |     |    |        |

Poznámky:
- 2001/02: Po sezoně došlo k reorganizaci soutěží (župy → kraje).
- 2019/20 a 2020/21: Sezóny nebyly dokončeny z důvodu pandemie covidu-19.

## FC Medlánky „B“
FC Medlánky „B“ je rezervním týmem Medlánek, které od sezony 2015/16 hraje v Brněnském městském přeboru (8. nejvyšší soutěž).

### Umístění v jednotlivých sezonách
Stručný přehled
Zdroj: 
- 1991–1999: Brněnský městský přebor
- 1999–2000: Brněnská městská soutěž
- 2000–2008: Brněnský městský přebor
- 2008–2011: Brněnská městská soutěž
- 2011–2012: Brněnská městská soutěž – sk. B
- 2012–2014: Brněnský městský přebor
- 2014–2015: Brněnská městská soutěž
- 2015– : Brněnský městský přebor

Jednotlivé ročníky
Zdroj: 
Legenda: Z – zápasy, V – výhry, R – remízy, P – porážky, VG – vstřelené góly, OG – obdržené góly, +/− – rozdíl skóre, B – body, červené podbarvení – sestup, zelené podbarvení – postup, fialové podbarvení – reorganizace, změna skupiny či soutěže
| Československo (1991 – 1993) |                                    |        |    |     |     |     |     |     |     |    |        |
| Sezóny                       | Liga                               | Úroveň | Z  | V   | R   | P   | VG  | OG  | +/− | B  | Pozice |
| 1991/92                      | Brněnský městský přebor            | 8      | 26 | ... | ... | ... | ... | ... | ... |    | 6.     |
| 1992/93                      | Brněnský městský přebor            | 8      | 26 | 16  | 1   | 9   | 58  | 30  | +28 | 33 | 4.     |
| Česko (1993 – )              |                                    |        |    |     |     |     |     |     |     |    |        |
| Sezóny                       | Liga                               | Úroveň | Z  | V   | R   | P   | VG  | OG  | +/− | B  | Pozice |
| 1993/94                      | Brněnský městský přebor            | 8      | 26 | 11  | 8   | 7   | 58  | 42  | +16 | 30 | 4.     |
| 1994/95                      | Brněnský městský přebor            | 8      | 26 | ... | ... | ... | ... | ... | ... |    |        |
| 1995/96                      | Brněnský městský přebor            | 8      | 26 | 16  | 4   | 6   | 64  | 40  | +24 | 52 | 3.     |
| 1996/97                      | Brněnský městský přebor            | 8      | 30 | ... | ... | ... | ... | ... | ... |    | 3.     |
| 1997/98                      | Brněnský městský přebor            | 8      | 30 | ... | ... | ... | ... | ... | ... |    |        |
| 1998/99                      | Brněnský městský přebor            | 8      | 30 | 11  | 4   | 15  | 50  | 67  | −17 | 37 | 14.    |
| 1999/00                      | Brněnská městská soutěž            | 9      | 22 | ... | ... | ... | ... | ... | ... |    | 1.     |
| 2000/01                      | Brněnský městský přebor            | 8      | 26 | ... | ... | ... | ... | ... | ... |    | 3.     |
| 2001/02                      | Brněnský městský přebor            | 8      | 24 | 8   | 8   | 8   | 40  | 41  | −1  | 32 | 4.     |
| 2002/03                      | Brněnský městský přebor            | 8      | 26 | 9   | 5   | 12  | 46  | 54  | −8  | 32 | 9.     |
| 2003/04                      | Brněnský městský přebor            | 8      | 26 | 10  | 4   | 12  | 49  | 58  | −9  | 34 | 8.     |
| 2004/05                      | Brněnský městský přebor            | 8      | 26 | 7   | 5   | 14  | 48  | 83  | −35 | 26 | 13.    |
| 2005/06                      | Brněnský městský přebor            | 8      | 26 | 5   | 4   | 17  | 36  | 79  | −43 | 19 | 13.    |
| 2006/07                      | Brněnský městský přebor            | 8      | 26 | 5   | 5   | 16  | 44  | 92  | −48 | 20 | 12.    |
| 2007/08                      | Brněnský městský přebor            | 8      | 26 | 9   | 4   | 13  | 49  | 73  | −24 | 31 | 12.    |
| 2008/09                      | Brněnská městská soutěž            | 9      | 24 | 11  | 3   | 10  | 57  | 46  | +11 | 36 | 7.     |
| 2009/10                      | Brněnská městská soutěž            | 9      | 26 | 10  | 3   | 13  | 62  | 59  | +3  | 33 | 10.    |
| 2010/11                      | Brněnská městská soutěž            | 9      | 26 | 12  | 5   | 9   | 76  | 45  | +31 | 41 | 6.     |
| 2011/12                      | Brněnská městská soutěž – sk. B    | 9      | 16 | 12  | 2   | 2   | 67  | 17  | +50 | 38 | 1.     |
| 2011/12                      | Brněnská městská soutěž – o postup | 9      | 8  | 3   | 0   | 5   | 20  | 28  | −8  | 47 | 2.     |
| 2012/13                      | Brněnský městský přebor            | 8      | 26 | 9   | 4   | 13  | 53  | 67  | −14 | 31 | 8.     |
| 2013/14                      | Brněnský městský přebor            | 8      | 26 | 5   | 3   | 18  | 34  | 69  | −35 | 18 | 14.    |
| 2014/15                      | Brněnská městská soutěž            | 9      | 22 | 18  | 2   | 2   | 80  | 28  | +52 | 56 | 1.     |
| 2015/16                      | Brněnský městský přebor            | 8      | 24 | 7   | 7   | 10  | 56  | 55  | +1  | 28 | 9.     |
| 2016/17                      | Brněnský městský přebor            | 8      | 26 | 11  | 4   | 11  | 56  | 55  | +1  | 37 | 7.     |
| 2017/18                      | Brněnský městský přebor            | 8      | 26 | 6   | 5   | 15  | 52  | 95  | −43 | 23 | 13.    |
| 2018/19                      | Brněnský městský přebor            | 8      | 26 | 6   | 5   | 15  | 42  | 76  | −34 | 23 | 13.    |
| 2019/20                      | Brněnský městský přebor            | 8      |    |     |     |     |     |     |     |    |        |

## Týmy FC Medlánky
- Minipřípravka
- Mladší přípravka
- Starší přípravka
- Mladší žáci
- Starší žáci
- Dorost
- Ženy – "Laňky"
- Muži